# Pana (Sprache)
Das Pana ist eine Mbum-Sprache der Zentralafrikanischen Republik. 
Einige wenige Tausend sprechen es im südlichen Tschad und im nördlichen Kamerun. Der Dialekt des Kamerun, Man (mit 3.000 Sprechern) wird oft als eine eigenständige Sprache betrachtet. 